# 船尾座PR
船尾座PR，又名CD-46 3000，HD 56455、SAO 218570、HR 2761，是船尾座的一颗恒星，视星等为5.72，位于銀經257.96，銀緯-15.71，其B1900.0坐标为赤經7h 11m 53.6s，赤緯-46° -15.71′ 28″。